# Mistrovství Evropy v zápasu ve volném stylu 1933
Mistrovství Evropy v zápasu ve volném stylu mužů proběhl v Paříži (Francie).  

## Muži
| Kategorie | Zlato        | Stříbro           | Bronz            |
| --------- | ------------ | ----------------- | ---------------- |
| 56 kg     | Ödön Zombori | Hermann Fischer   | Joseph Reid      |
| 61 kg     | Ferenc Tóth  | Jean Vordermann   | Leborre          |
| 66 kg     | Denis Perret | Marcel Lejeune    | —                |
| 72 kg     | Jean Földeák | Hans Minder       | P. Arnaud        |
| 79 kg     | Jean Jourlin | René Vanderveeken | Fritz Oberlander |
| 87 kg     | László Papp  | Henri Deniel      | Julien Cammaert  |
| +87 kg    | Willy Bürki  | Léon Charlier     | L. Ghevaert      |